# 湖南玉山竹
湖南玉山竹（学名：Yushania farinosa）为禾本科玉山竹属下的一个种。

## 扩展阅读
- 維基物種上的相關：湖南玉山竹